# Blennidus insularis
Blennidus insularis là một loài bọ chân chạy thuộc phân họ Pterostichinae. Loài này được Boheman mô tả năm 1858.